# Clubiona saxatilis
Clubiona saxatilis là một loài nhện trong họ Clubionidae.
Loài này thuộc chi Clubiona. Clubiona saxatilis được Ludwig Carl Christian Koch miêu tả năm 1867.